# Ezgi Şenler
Ezgi Şenler (* 11. Februar 1993 in Ankara) ist eine türkische Schauspielerin.

## Leben und Karriere
Şenler wurde am 11. Februar 1993 in Ankara geboren. Im Alter von neun Jahren nahm sie zwei Jahre lang Ballettunterricht an der Ankara State Opera und am Ballet Department. Sie studierte an der Hacettepe-Universität. Ihr 
Debüt gab sie 2016 in der Fernsehserie Bodrum Masalı. Anschließend spielte sie in Nefes Nefese die Hauptrolle. Ihre nächste Hauptrolle bekam sie in der Serie Canevim. 2021 trat sie in Teşkilat auf.

## Filmografie
Filme
- 2022: Sen Yaşamaya Bak

Serien
- 2016: Bodrum Masalı
- 2018: Nefes Nefese
- 2019: Canevim
- 2020: Çatı Katı Aşk
- 2021–2022: Teşkilat